# Erik Sandell (farmaceut)
Erik Sandell, född den 5 september 1914 i Lysekil, död den 26 november 2007 i Sigtuna, var en svensk farmaceut.
Sandell avlade apotekarexamen 1942 och promoverades till doctor pharmaciæ i Köpenhamn 1950. Han var anställd vid Apotekens kompositionslaboratorium i Stockholm 1942–1947, speciallärare i farmaceutisk teknologi och farmaceutisk författningskunskap vid Farmaceutiska institutet 1947–1950, i galenisk farmaci 1950–1953, professor i sistnämnda ämne vid Farmaceutiska institutet 1953–1968 och vid Uppsala universitet 1968–1979. Sandell var rektor för Farmaceutiska institutet 1959–1962. Han promoverades till farmacie hedersdoktor i Uppsala 1977. Sandell var redaktör för Acta Pharmaceutica Suecica 1964–1968. Han blev riddare av Nordstjärneorden 1959 och kommendör av samma orden 1972. Sandell vilar i minneslunden på Sigtuna kyrkogård.